# Yiğit Gülmezoğlu
Yiğit Gülmezoğlu (ur. 28 grudnia 1995 w Izmirze) – turecki siatkarz, reprezentant kraju, grający na pozycji przyjmującego.
Na początku swojej kariery siatkarskiej grał jako rozgrywający. Przed sezonem 2014/2015 w zespole Arkas Spor Izmir trenował już na pozycji przyjmującego.

## Sukcesy klubowe
Mistrzostwo Turcji:
- 2015[4]
- 2017, 2018, 2019, 2022[5], 2023[6], 2024[7]
- 2016, 2025[8]

Puchar Challenge:
- 2022[9]

Puchar Turcji:
- 2023[10], 2025[11]

## Sukcesy reprezentacyjne
Olimpijski Festiwal Młodzieży Europy:
- 2013

Liga Europejska:
- 2019, 2021, 2023[12]
- 2022[13]

## Nagrody indywidualne
- 2013: MVP Olimpijskiego Festiwalu Młodzieży Europy[14]
- 2015: Najlepszy rozgrywający ligi tureckiej w sezonie 2014/2015[15]